# Ivar Asjes
Ivar Onno Odwin Asjes (ur. 16 września 1970 w Rotterdamie) – polityk z Curaçao. premier od 7 czerwca 2013 do 31 sierpnia 2015. Członek partii Suwerenni Ludzie.